# Léon Poliakov
Léon Poliakov (ryska: Лев Поляков), född 25 november (12 november enligt g.s.) 1910 i Sankt Petersburg, Kejsardömet Ryssland, död 8 december 1997 i Orsay, var en fransk historiker som skrev flera framstående verk om antisemitism och Förintelsen.

## Biografi
Poliakov, vars far var tidningsredaktör, föddes i en judisk familj i Sankt Petersburg. I samband med oktoberrevolutionen 1917 flydde familjen till Berlin. På grund av den gryende nazismen och den allt starkare antisemitismen i Tyskland flyttade familjen 1924 till Paris, där Poliakov studerade juridik vid Paris universitet. 1933 startade Poliakov, tillsammans med sin far, den antinazistiska tidningen Pariser Tageblatt.
I samband med andra världskrigets utbrott tog Poliakov värvning i franska armén. I juni 1940 blev han tillfångatagen av tyskarna tillsammans med resten av sin bataljon i Saint-Valery-en-Caux. Tre månader senare lyckades han rymma från det fångläger i Doullens där han hölls fången. Han anslöt sig därefter till den franska motståndsrörelsen mot den tyska ockupationen av Frankrike.
1943 grundade Poliakov, tillsammans med den franske rabbinen Isaac Schneersohn, Centre de documentation juive contemporaine (”Centret för samtida judisk dokumentation”) som hade till syfte att dokumentera Förintelsen och andra judeförföljelser under andra världskriget. Efter kriget medverkade Poliakov i den franska delegationen till Nürnbergrättegångarna. Mellan 1954 och 1971 var Poliakov forskningschef vid Centre national de la recherche scientifique (CNRS) i Paris.
Poliakov utkom 1981 med sina memoarer L'Auberge des musiciens. Han utsågs 1989 till riddare av Hederslegionen.